# Belgisch zilver
Het Belgisch zilver is een konijnenras. Dit ras ontstond uit het Zilver van Champagne of het Oud Zilver. Het konijn werd echter anders beoordeeld in België dan in Frankrijk. In Frankrijk werd de standaard gedefinieerd als een donkerder dier, terwijl in België vooral middengrijze konijnen werden erkend en de donkere werden uitgesloten. De blauw-zwarte ticking moet regelmatig over het lichaam verdeeld zijn. Toen een algemene Europese regelgeving werd uitgevaardigd bij Internationale tentoonstellingen leidde de verschillende beoordeling tot discussie. Uiteindelijk besloten de Belgische fokkers in 1960 om een aparte soort te erkennen onder de Belgische standaard.